# Reputation Institute
Reputation Institute — провідна консалтингова компанія у світі з оцінки репутації.[джерело?] Заснована в 1997 році. З присутністю в більш ніж 30 країнах світу, вона є піонером в управлінні репутацією.